# Ардамери
Ардамери (грч. Αρδαμέρι) је насељено место у општини Лагадина у периферији Средишња Македонија, Грчка. Према попису из 2021. године било је 175 становника.
Према бугарском географу и историчару, Василу Канчову, у Ардамеру је 1900. године живело 400 Грка.